# Tigridia chiapensis
Tigridia chiapensis là một loài thực vật có hoa trong họ Diên vĩ. Loài này được Molseed ex Cruden miêu tả khoa học đầu tiên năm 1968.